# 漳浦威惠廟
漳浦威惠廟，位於福建省漳州市漳浦縣西廟村，是一所奉祀開漳聖王的廟宇。是閩南的古蹟，定為縣級文物保護單位。唐玄宗開元四年（西元716年） 建，奉祀開拓漳州的名將陳元光將軍（開漳聖王），明朝弘治年間，知縣吳雲重修，嘉靖年間，知縣慎蒙修牌樓，萬曆初年，知縣房寰重修。清康熙年間，本地士紳蔡祚周重建，康熙廿六年，漳浦知縣楊遇重修。
臺灣閩南人之中約有三成五以上為漳州裔，故臺灣有許多開漳聖王廟宇，其中多由本廟分靈，故本廟有極大的歷史、文化意義，1990年代由臺商、臺灣廟宇、士紳及人民政府合力重修，如今廟貌巍然。

## 外部連結
- 漳浦威惠廟官方網站

24°07′33.24″N 117°35′19.37″E / 24.1259000°N 117.5887139°E